# Queso de Porrúa
El queso de Porrúa está elaborado en diversos pueblos del concejo de Llanes de la comunidad autónoma del Principado de Asturias, España, principalmente en los de la estribación norte de la sierra del Cuera.
Este queso de elaboración artesanal y casera era vendido en los mercados locales de la zona costera oriental de Asturias. Es un queso de elaboración sencilla pero de gran calidad y frescura. 

## Elaboración
Para la elaboración del queso de Porrúa se calienta la leche pasteurizada de vaca o de oveja y se le añade el cuajo. Una vez conseguida la cuajada, ésta se corta en trozos pequeños, estos granos resultantes se introducen en un molde en donde se les deja desuerando tres días. Realizado este proceso se dejan curar y, dependiendo de cómo se quiera comer, se dejan más o menos pasando de ser un queso fresco (una semana de maduración) a uno ya maduro (sobre tres semanas de maduración).

## Características

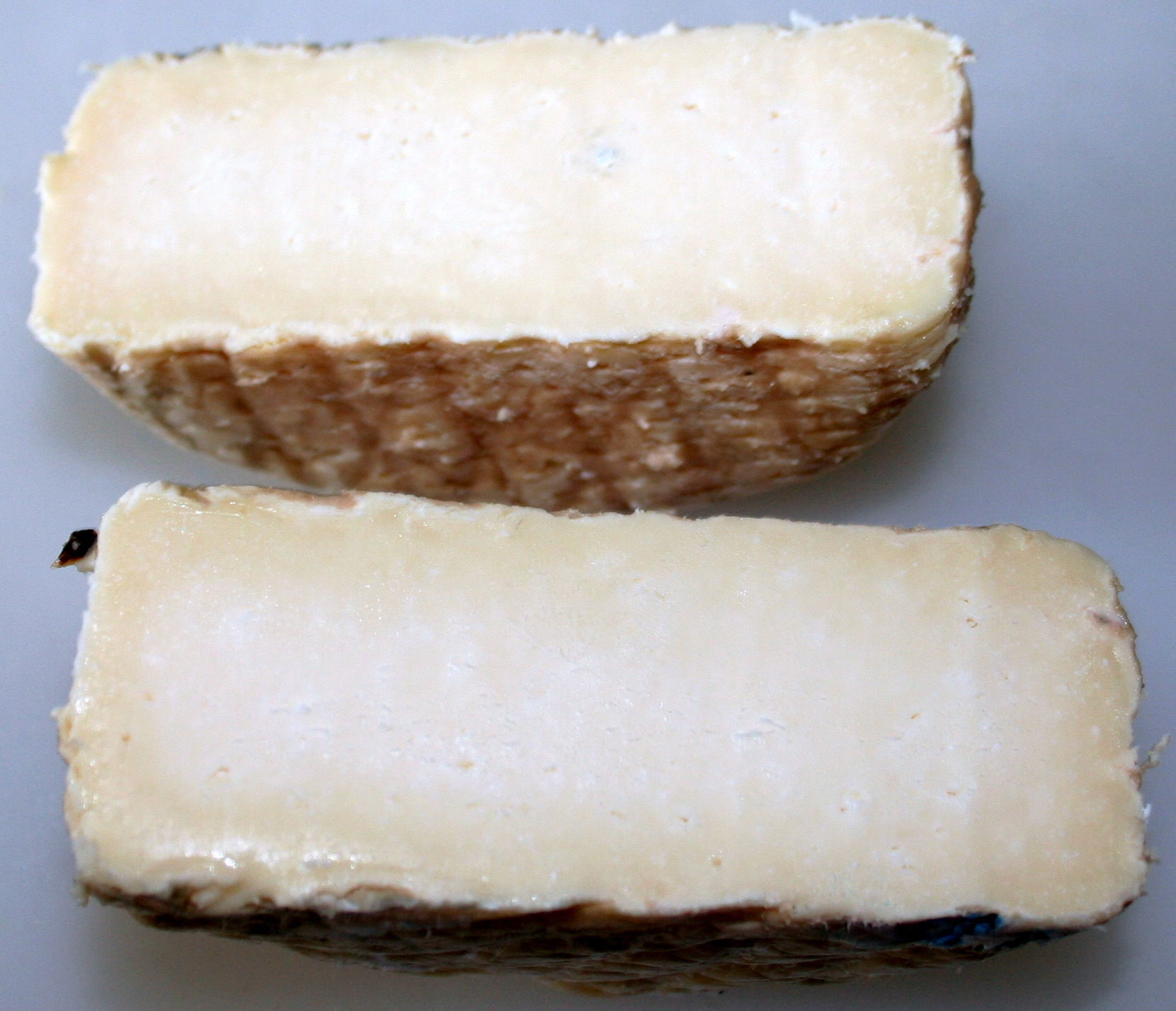
Corte del queso.

- Este queso tiene varias variantes, la primera es la procedencia de la leche. La leche usada durante todo el año es de vaca pero desde abril hasta el mes de agosto se fabrican quesos con leche de oveja. Debido a este motivo existen quesos de vaca y de oveja.
- Otra característica importante es su grado de maduración, los que se consumen frescos son blancos con una corteza casi inexistente, este tipo de queso se usa para ensaladas. Los quesos que se dejan madurar son de color crema o amarillo dependiendo del grado de maduración. En ambos casos se trata de un queso pequeño, de unos 300 g, de forma cilíndrica.
- El aspecto interior es compacto, blando, húmedo, cerrado con algunos pequeños “ojos” de origen mecánico, desigualmente repartidos. De color blanco brillante.
- La forma es discoidal, con una textura al tacto poco o nada rugosa, húmeda y algo elástica.
- La textura en boca es de firmeza baja, nada desmenuzable, masticabilidad alta, algo gomoso, nada o algo adherente, nada granuloso, humedad alta, graso, nada cremoso, homogéneo, nada fundente, y poco soluble.
- El sabor es nada ácido, algo dulce, correcto de sal.
- De sabor suave, combina bien con vinos blancos secos o tintos jóvenes.
- Existe una variedad de los quesos de Porrúa literariamente denominada Quesos de Trueno, por estar elaborados en momentos de tormenta con descargas eléctricas. Este fenómeno atmosférico perjudica la leche cuando está cuajando y por tanto altera el proceso. Las piezas resultantes tienen un sabor amargo a humedad e incluso a tierra. No se comercializan.

## Zona de elaboración
Ambos quesos se elaboran en la localidad de Porrúa, cercana a Llanes, con gran tradición en el ganado ovino.